# Kriegsgräberstätte Pfaffenheck

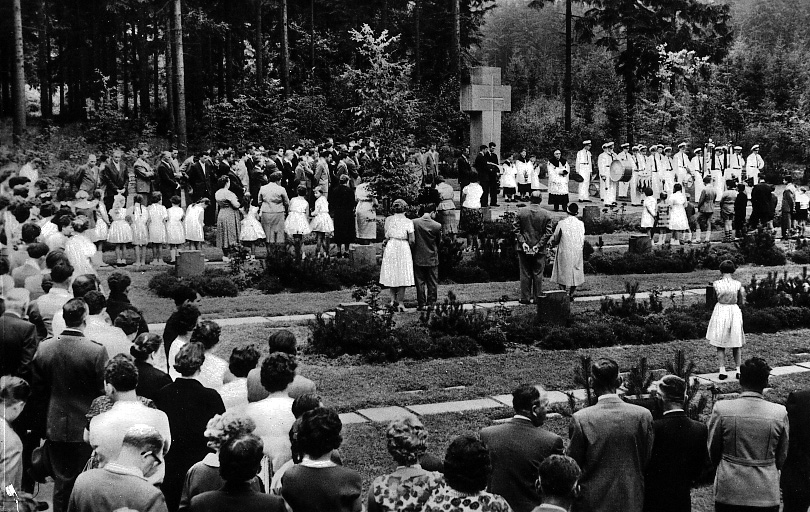
Einweihungsfeier des „Ehrenfriedhof Pfaffenheck“ am 20. November 1957.

Die Kriegsgräberstätte Pfaffenheck ist eine Gräberanlage für Opfer des Zweiten Weltkrieges, die zwischen dem 14. und 17. März 1945 in der Umgebung von Pfaffenheck zu Tode gekommen waren. Trotz der geographischen Nähe zu Pfaffenheck befindet sich der Friedhof heute in der Gemarkung der Stadt Boppard.
Die Anlage liegt auf der Ostseite der Bundesstraße 327 (Hunsrückhöhenstraße) nahe der Ortschaft Pfaffenheck, einem Ortsteil der Gemeinde Nörtershausen. Folgend dem Gräbergesetz von 1952 zur Erhaltung der Gräber der Opfer von Krieg und Gewaltherrschaft befindet sich die Stätte in der Obhut der Gemeinde. Aus dem unmittelbar nach den Kämpfen angelegten Massengrab für fast 100, namentlich bekannte, dort gefallene deutsche Soldaten eines Bataillons der 6. SS-Gebirgs-Division „Nord“, entstand 1957 der Friedhof in seiner heutigen Form. Mit Um- und Zubettungen von Kriegstoten aus benachbarten Friedhöfen und Feldgräbern in den darauffolgenden Jahren wuchs die Zahl der Gräber auf 236. Die große Anzahl von Grabstellen mit dem Hinweis Unbekannter Soldat und Kriegstoter erinnert daran, dass (laut mündlicher Überlieferung von Zeitzeugen) viele Tote beraubt und ihre Erkennungszeichen verloren waren. Einige sollen auch von Standgerichten hingerichtet worden sein.

## Vorgeschichte

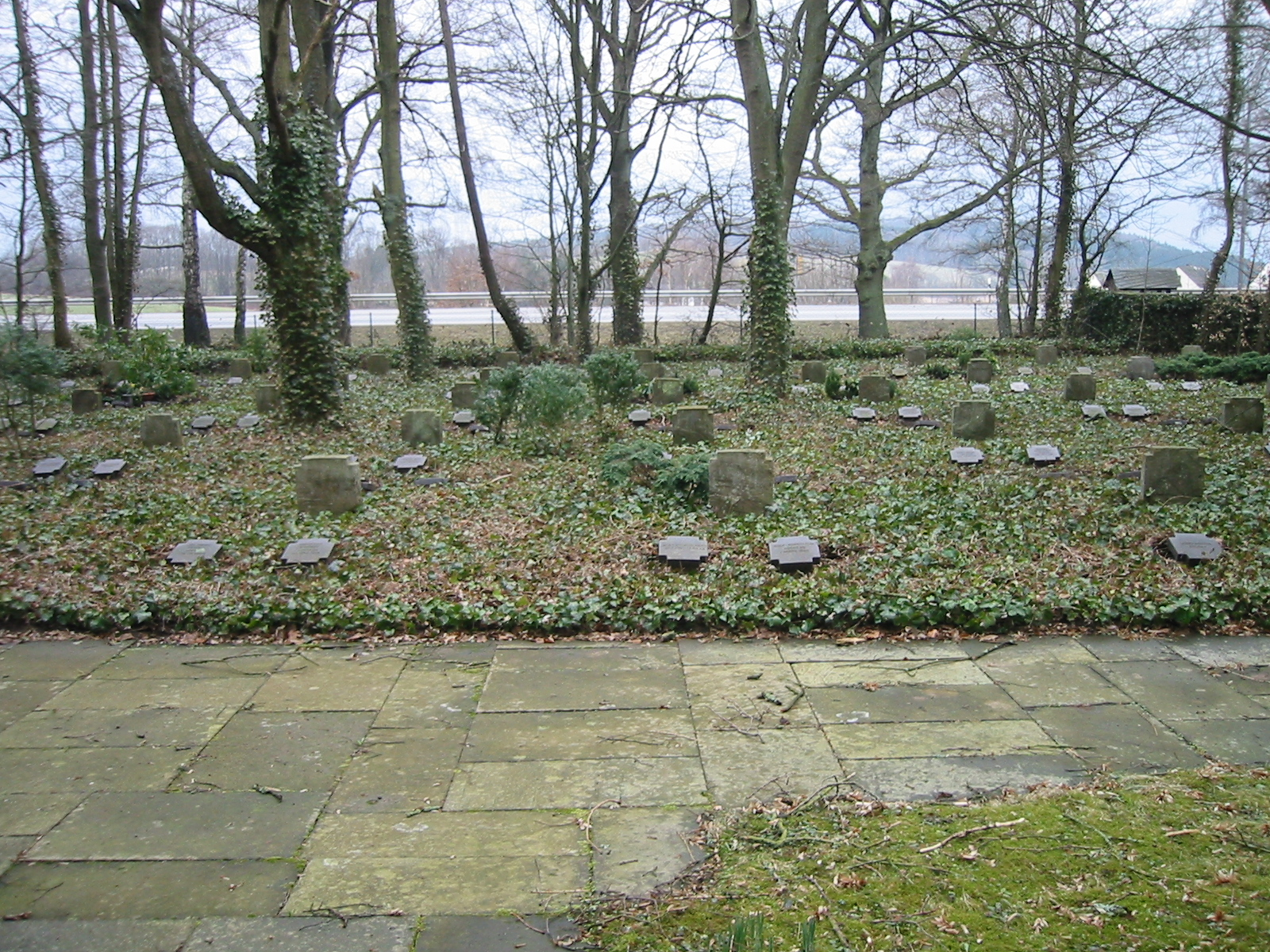
Teilansicht im März 2010. Im Hintergrund Richtung Westen die Moselberge bei Alken.

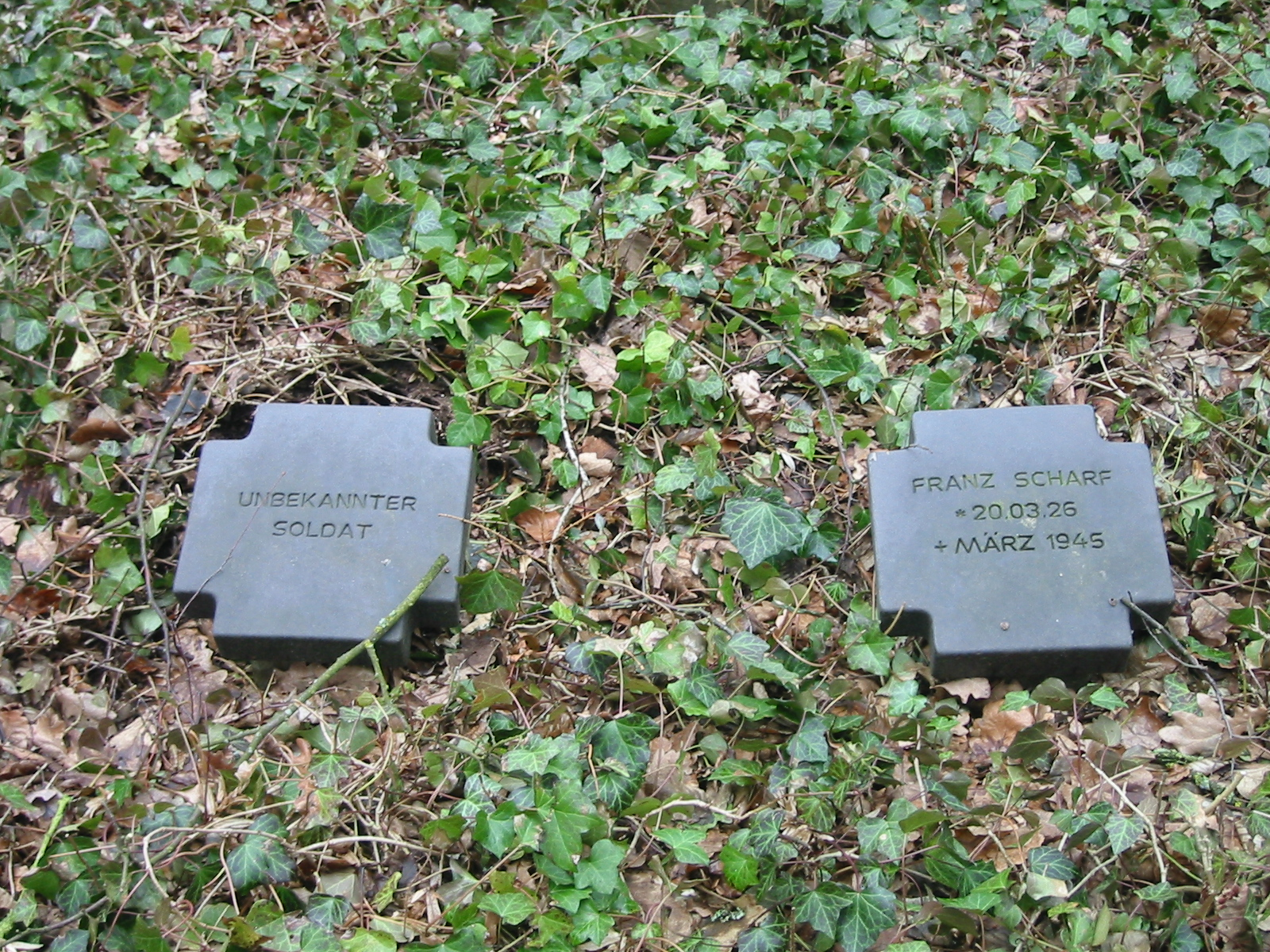
Eiserne Gedenkplatten markieren eine Grabstätte

Pfaffenheck war Mitte März 1945 der Mittelpunkt einer letzten Front auf dem Vorderhunsrück, an der Truppenteile der deutschen Wehrmacht und der Waffen-SS die Infanterie und Panzer der 90. US-Infantry-Division auf ihrem Weg von der Untermosel zum Mittelrhein aufhalten sollten. Von Donnerstag, dem 14. bis Samstag, dem 16. März, dauerten heftige, zum Teil in Nah- und Häuserkampf ausartende Gefechte, die in amerikanischer Militärliteratur mit Battle of Pfaffenheck beschrieben werden und eigene Verluste mit nahezu 300 „casualties“ (Tote und Verwundete) beziffern (Auskunft der US Army Library, USAG Heidelberg). Ab Sonntag, dem 17. März begann die Bergung der deutschen Toten in Pfaffenheck und der umliegenden Gemarkung, die aber erst nach Tagen, nach der Feststellung von Rang, Truppenteil usw. durch US-Armeeangehörige, in einem Massengrab bestattet werden durften. Die Bergung – angeordnet von einem US-Offizier – wurde von einer Gruppe Halbwüchsiger und alter Männer aus Nörtershausen durchgeführt.
Ein damals 15-jähriger Junge aus dieser Gruppe erinnert sich 1994: „Die Toten fuhren wir mit einem Handkarren zu der Grube neben der Straße. Dort lagen sie in Zeltplanen eingewickelt. Am nächsten Tag sahen wir, daß ihnen die Stiefel fehlten, die Brusttaschen der Uniformjacken waren aufgeschlitzt, manchen waren die Finger abgeschnitten“.
Als Grab war eine Grube neben der Hunsrückhöhenstraße ausgehoben, in der die Leichen in mehreren Lagen übereinander lagen. Ein Erdwall mit einem Birkenstammkreuz und einem Wehrmachtsstahlhelm kennzeichnete bis in die frühen 1950er Jahre diesen Platz als Soldatenfriedhof.
Deutsche Kriegsgefangene mussten die gefallenen US-Soldaten bergen. Sie wurden mit Lastkraftwagen zu einem Friedhof nach Luxemburg überführt.

## Die Gräberstätte seit 1957
1956/57 wurde ein „Ehrenfriedhof“ an Stelle des Massengrabes angelegt, auf dem sich in mehreren Reihen das traditionelle Bild von nebeneinander liegenden Gräbern zeigt. In regelmäßigen Abständen stehen schlichte, niedrige Steinkreuze, wie sie für Soldatenfriedhöfe typisch sind. In den Boden eingelassen sind metallene Namensschilder in Kreuzform, die jeweils eine Grabstätte symbolisieren. Im Eingangsbereich der Anlage werden auf einer Mauer die Namen der im Zweiten Weltkrieg gefallenen und vermissten Männer aus Pfaffenheck zur Erinnerung aufgeführt. Auf gleicher Mauer sind die Namen der hier liegenden Toten aufgeführt und werden Angaben zur Anzahl von später zugebetteten und namenlosen Kriegstoten gemacht. Unübersehbar ist der Hinweis, dass die meisten namentlich genannten Toten Angehörige der 6. SS-Gebirgs-Division „Nord“ waren, die „im März 1945 in Pfaffenheck in schweren Kämpfen fielen“. Zur Einweihung des Friedhofs, mit großer Beteiligung der örtlichen Bevölkerung, und an späteren Jahrestagen der „Schlacht“ und an den Totengedenktagen im November erschienen stets Überlebende der Einheit, Vertreter der SS-Hilfsgemeinschaft für Angehörige der ehemaligen Waffen-SS und des Traditionsverbandes. Diese Demonstration – und auch eine kritischere, öffentliche Beurteilung der nationalsozialistischen SS, besonders in den 1980er und 1990er Jahren – führte zu Protesten, welche z. T. Polizeipräsenz bei Gedenkfeiern erforderten.